# Constitution du Bangladesh
La Constitution du Bangladesh (Bengali: বাংলাদেশের সংবিধান Bangladesh Shongbidhan) est la loi fondamentale de la république populaire du Bangladesh.
Elle définit le pays en tant que république laïque et démocratique où la souveraineté appartient au peuple, définit les champs d'action de l'État, et énonce les droits fondamentaux des citoyens. Adoptée par l'Assemblée constituante du Bangladesh le 4 novembre 1972, elle est entrée en vigueur le 16 décembre suivant.

## Le texte

### Préambule
« Nous, peuple du Bangladesh, après avoir proclamé notre indépendance le 26 mars 1971 et par une lutte historique pour la libération nationale, établissons la République indépendante, souveraine populaire du Bangladesh;
Promettant que les idéaux élevés du nationalisme, de la démocratie, du socialisme et de la laïcité, qui ont inspiré notre peuple héroïque à s'y consacrer, et nos martyrs de sacrifier leur vie dans la lutte pour la libération nationale, doivent être les principes fondamentaux de la Constitution;
De plus, en promettant qu'un des objectifs fondamentaux de l'État sera de mettre en œuvre une société socialiste par un processus démocratique, libre de tout usage, une société dans laquelle la primauté du droit, les droits fondamentaux de l'Homme et de la liberté, de l'égalité et de la justice, politique, économique et sociale, sera garantie pour tous les citoyens.
Affirmant qu'il est de notre devoir sacré de sauvegarder, protéger et défendre la Constitution et à maintenir sa suprématie comme l'incarnation de la volonté de la population du Bangladesh afin que nous puissions prospérer en toute liberté et apporter notre entière contribution vers la paix et la coopération internationales en coopération avec les aspirations progressistes de l'humanité;
Dans notre Assemblée constituante, ce dix-huitième jour de Kartick, 1379 correspondant au quatrième jour de novembre 1972, nous adoptons et promulguons la présente Constitution. »

### Plan
La constitution est divisée en parties, sous-divisées en chapitres contenant les articles dans lesquels sont listées et décrites les lois.
1. La République
2. Principes fondamentaux de la politique de l'État
3. Droits fondamentaux
4. Le pouvoir exécutif
5. Le pouvoir législatif
6. Le pouvoir judiciaire
7. Les élections
8. Le Contrôleur et vérificateur général
9. Les services publics du Bangladesh
9.A Les états d'urgence
10. Amendement de la Constitution
11. Divers